# Franck Avitabile

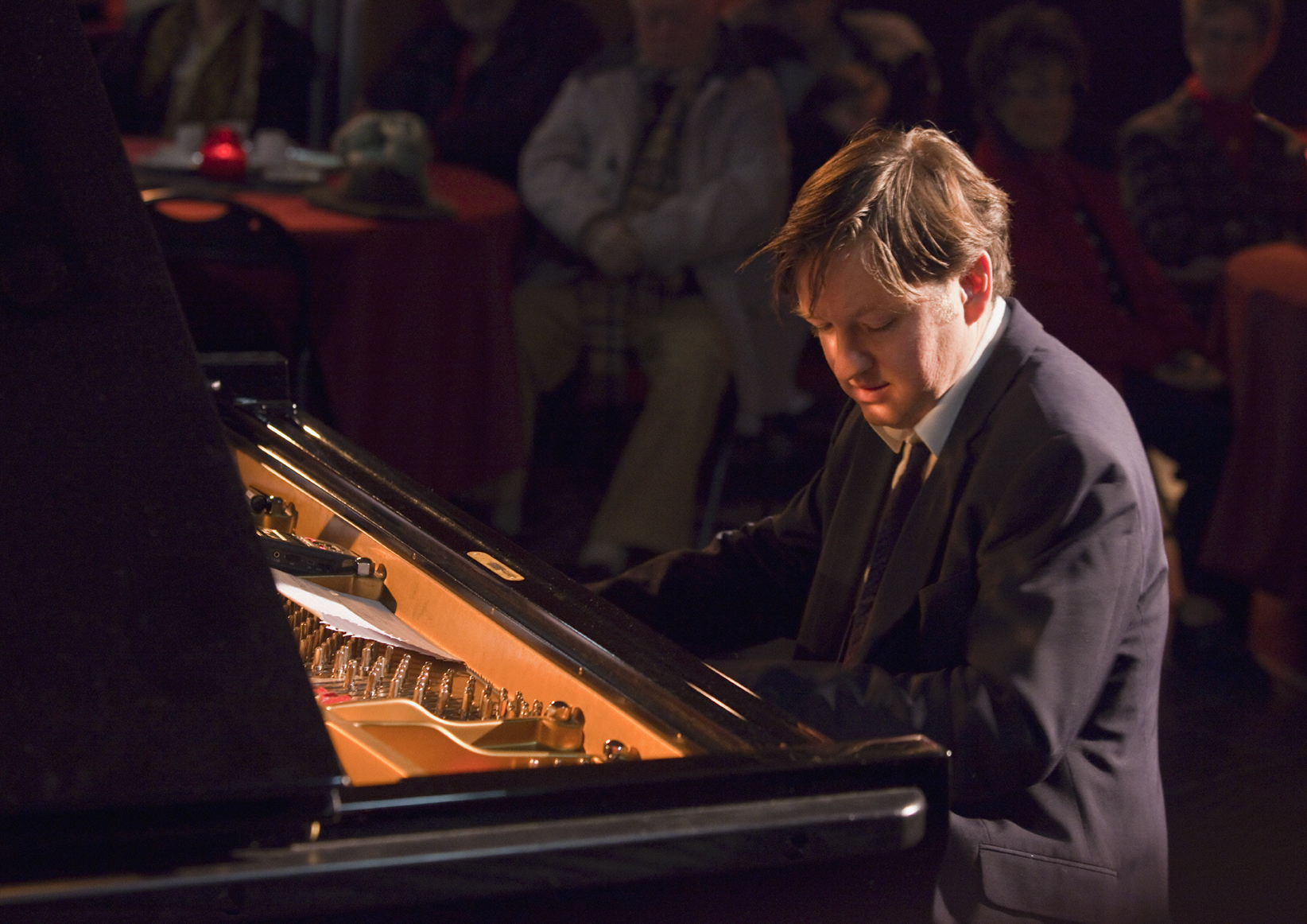
Franck Avitabile

Franck Avitabile (* 24. November 1971 in Lyon) ist ein französischer Jazz-Pianist.

## Leben und Wirken
Avitabile erhielt ab 9 Jahren klassischen Klavierunterricht am Konservatorium von Lyon. Inspiriert vom Hören von Keith Jarrett und Chick Corea wandte er sich 1988 zunehmend dem Jazz zu und besuchte 1990 die Jazz-Klasse von Mario Stanchev am Lyoner Konservatorium (Abschluss 1994 mit Goldmedaille). Gleichzeitig machte er 1995 seinen Abschluss Informatik, besuchte dabei Kurse am IRCAM in Paris und besuchte ein paar Monate New York, wo er Kurse von Fred Hersch besuchte und die Musik von Bud Powell entdeckte (sein erstes Album – 1996 erschienen – hieß denn auch „Tribute to Bud Powell“). In Lyon spielte er seit 1995 im Kollektiv „Mu de Macon“, mit dem er auch auf dem Festival von Dijon erfolgreich war. Während seiner Militärzeit 1996 bereitete er sich auf die Aufnahmewettbewerbe für das CNSMDP in Paris vor, die er erfolgreich absolvierte. Er beschloss, sich nun ganz der Musik zu widmen. Im selben Jahr gewann er einen Jazz-Klavier-Wettbewerb in Vanves mit Martial Solal als Jury-Präsidenten. 1998 gewann er einen zweiten Preis beim internationalen Martial Solal-Wettbewerb der Stadt Paris und einen ersten Preis beim Konservatorium CNSMDP. Der Preis des Wettbewerbs in Vanves war die Produktion einer eigenen CD, „Lumières“ (1997) mit dem Bassisten Louis Petrucciani. Michel Petrucciani hörte die Aufnahme durch Vermittlung seines Bruders und überzeugte Dreyfuss Jazz ihn zu produzieren. Das Ergebnis war ein Album „Jazz in Tradition“ bei Dreyfuss Jazz mit Riccardo Del Fra am Bass und dem Schlagzeuger Luigi Bonafede, das ihm 1999 einen Django d’Or (Frankreich) einbrachte und überwiegend aus Kompositionen von Bud Powell bestand. 2000 erschien sein zweites Album bei Dreyfuss „Right Time“ mit Niels-Henning Ørsted Pedersen am Bass und Roberto Gatto am Schlagzeug. Im selben Jahr spielte er auf den Jazzfestivals von Ramatuelle, Marciac (auf Einladung von Wynton Marsalis) und Paris (eingeladen von Steve Grossman). 2002 folgte sein Album „Bemsha Swing“ bei Dreyfuss mit dem flämischen Schlagzeuger Dré Pallemaerts und dem Bassisten Rémi Vignolo. Mit diesem Trio ging er auch auf Tournee und auf die Festivals von Montreal, Marciac und Nizza. Das Trio erhielt auch den Prix Ténot des Les Victoires du Jazz 2004. Ab 2004 war er Mitglied der Gruppe „Manu Katché Tendances“.  Sein Solo-Album „Just Play“ (2005) erhielt einen Choc des Magazins „Jazzman“. 2006 erschien sein Album „Short stories“. Weiterhin arbeitete er mit dem Mondrian String Quartet; Katché wirkte gemeinsam mit Pino Palladino auch auf seinem Album „Paris Sketches“ (2009) mit.

## Lexikalische Einträge
- Philippe Carles, André Clergeat, Jean-Louis Comolli: Le nouveau dictionnaire du jazz. Édition Robert Laffont, Paris 2011, ISBN 978-2-221-11592-3